# Rickard Stridh
Lars Rickard Stridh (tidigare Strid), född 4 februari 1971 i Hässleholms församling i Kristianstads län, är en svensk militär och ingenjör.

## Biografi
Stridh avlade officersexamen 1995 och utnämndes samma år till först löjtnant och därefter kapten vid Upplands flygflottilj. I slutet av 1990-talet tjänstgjorde han som flygingenjör vid Försvarets materielverk. Han har avlagt civilingenjörsexamen vid Lunds universitet, har studerat elektroteknik och säkerhetspolitik vid University of California i San Diego samt har avlagt teknologie doktor-examen vid Tekniska högskolan. Han har varit militär sakkunnig i materiel-, forsknings- och utvecklingsfrågor vid Försvarsdepartementet. Stridh är (sedan före 2017) forskningschef i Försvarsmakten och befordrades till  överste i flygvapnet 2017.
Rickard Stridh invaldes som ledamot av Kungliga Krigsvetenskapsakademien 2022.